# Consoleboot

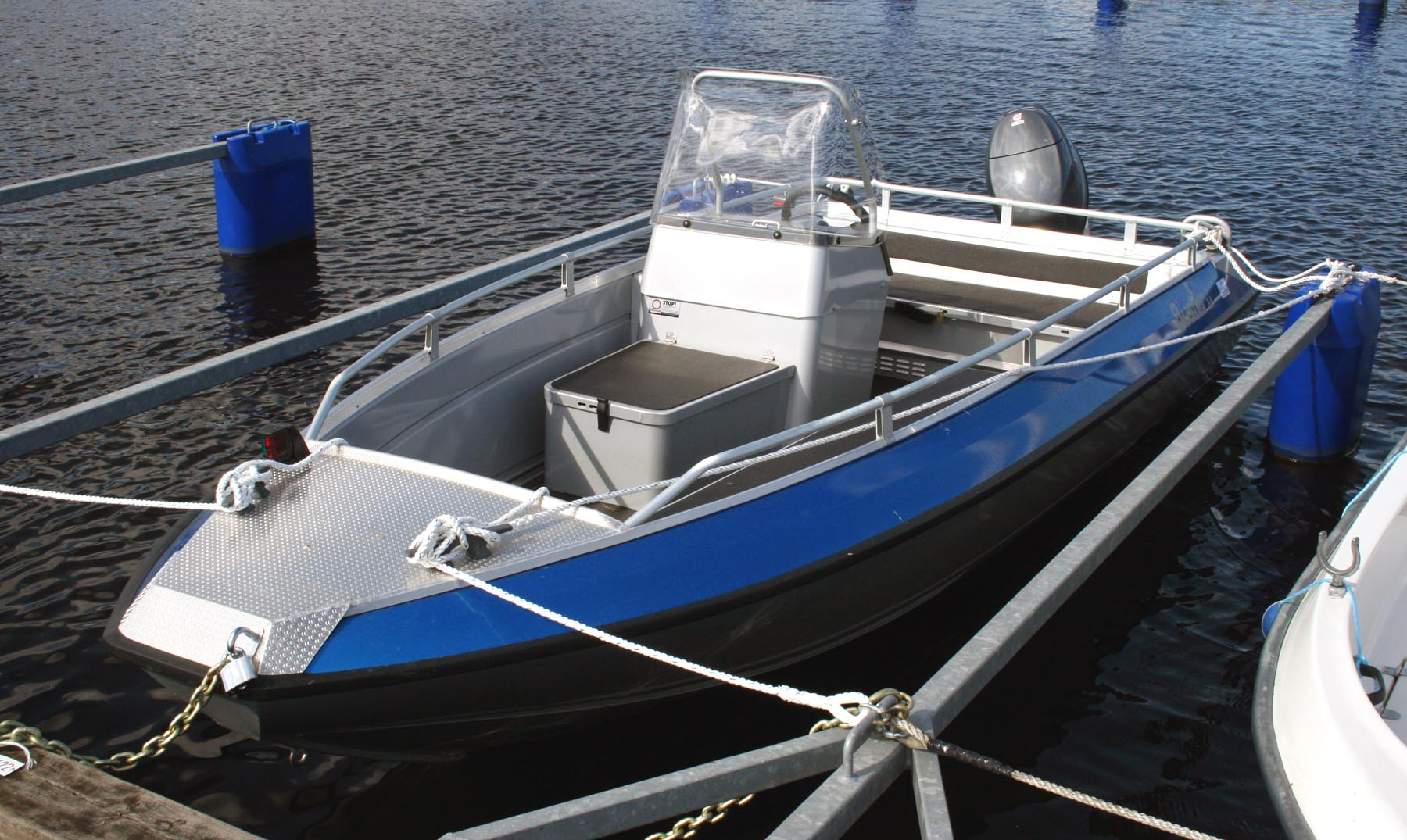
Een eenvoudig type consoleboot

Een consoleboot is een open, snelvarende vaartuig aangedreven door een buitenboordmotor. Consoleboten zijne vaak trailerbaar. Consoleboten komen voor in lengtes van 4 tot circa 9 meter. Consoleboten worden gebruikt voor snelle verplaatsing op het water. Vaak worden ze gebruikt voor het voortslepen van wakeboards of waterskieërs. Andere vormen van gebruik zijn: visserij en handhaving door overheden.
De console is de plaats waar alle bedieningselementen zich bevinden, inclusief besturing, ontsteking, trim control, radio en andere elektrische apparaten.

## Soorten
- Open versie: Centraal in de kuip is de console geplaatst met meestal aan beide zijden een doorgang naar het voordek. Het voordek kan voorzien zijn van zitplaatsen.
- Zonnedek-versie, waarbij het voordek bestaat uit een groot iets verhoogd zonnedek met daaronder een slaapruimte.
- Cabrio-versie, met een gesloten voordek en daaronder een verblijf, en een ruit die de kuip afsluit van bakboord tot stuurboord.

## Consoleboten in Nederland
In Nederland bestaat de markt voor snelvarende boten uit inboard aangedreven sportboten en outboard aangedreven consoleboten. De markt voor outboard aangedreven consoleboten groeit sterk ten koste van de inboard-markt. Reden voor deze verschuiving is het toenemende belang van brandstofverbuik en emissienormen.
Als bouwmateriaal wordt internationaal vrijwel altijd polyester gebruikt. In Nederland worden sinds een aantal jaren echter ook multiknikspant aluminium consoleboten in kleine oplages gebouwd.